# Sermyla
Sermyla este un gen de insecte lepidoptere din familia Arctiidae.

Cladograma conform Catalogue of Life:
| Sermyla | \| \| Sermyla morta \| \| \| \| \| \| Sermyla transversa \| \| \| \| |
|         | \| \| Sermyla morta \| \| \| \| \| \| Sermyla transversa \| \| \| \| |
|         | Sermyla morta                                                        |
|         |                                                                      |
|         | Sermyla transversa                                                   |
|         |                                                                      |